# Левицкий, Иван Иванович
Ива́н Ива́нович Леви́цкий (рус. дореф. Иванъ Ивановичъ Левицкій; 1830 — 1894) — русский, литовский и белорусский инженер-архитектор, представитель стиля историзм.

## Биография

### Детство и биография
Родился в 1830 году. Получил начальное образование в родительском доме, после чего в 1848 году
поступил в Петербургское строительное училище. Окончил курс в 1855 году со званием архитекторского помощника с чином X класса.

### Профессиональная деятельность
В 1855 году предназначен для производства изысканий и составления проектов на постройку Южных железных дорог, в распоряжение инженера генерал-майора Павла Петровича Мельникова.
С 1857 года направлен на службу в строительном отделении Гродненского губернского правления, начиная с 1862 года — младший архитектор при строительном отделении Виленского губернского правления.
В 1864—1868 годах работал фотографом. В Вильне действовало его фотоателье.
С 6 июля 1872 года по 1884 год — виленский губернский инженер, одновременно архитектор Виленского учебного округа. В Вильне 20 лет был членом церковно-строительного присутствия.
В 1885 году Иван Левицкий был причислен к Министерству внутренних дел с откомандированием в распоряжение Высочайше утверждённой при военном совете комиссии по постройке казарм и назначен в Тамбов для их сооружения. С 1890 года — астраханский губернский инженер.